# Лео Ляйкснер
Леопольд «Лео» Ляйкснер (нім. Leopold "Leo" Leixner; 26 березня 1908, Арнольдштайн, Австро-Угорщина — 14 серпня 1942, Краснодар, РРФСР) — австрійський і німецький військовий кореспондент, вахмістр вермахту.

## Біографія
Син шкільного вчителя. В 1918 році закінчив Німецьку національну реальну гімназію у Філлаху. Ляйкснер вивчав німецьку літературу в університеті Граца і отримав ступінь доктора філософії в 1932 році, захистивши дисертацію «Мохаммед у німецькій поезії». Після 1933 року Ляйкснер працював у віденському відділені німецької газети Der Angriff, також писав для Völkischer Beobachter та інших нацистських видань.
22 серпня 1939 року вступив добровольцем у вермахт. Його найпопулярнішою книгою була видана в 1941 році ілюстрована «Від Лемберга до Бордо: передові враження військового кореспондента», в якій Ляйкснер описав свою участь у Польській і Французькій кампаніях, а також в окупації Нідерландів. Загинув у бою під час Німецько-радянської війни: Ляйкснер отримав поранення в голову, коли перепливав Кубань на надувному човні.

## Нагороди
- Медаль «У пам'ять 13 березня 1938 року»
- Медаль «У пам'ять 1 жовтня 1938 року»
- Залізний хрест
  - 2-го класу
  - 1-го класу (14 серпня 1942)[6]